# International Guild of Knot Tyers

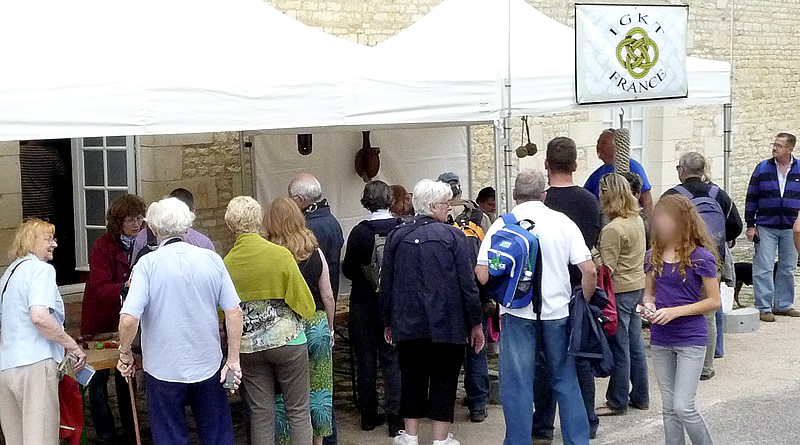
Le stand IGKT France devant la Corderie Royale de Rochefort-sur-Mer (France) le jour de la mise à l'eau de l'Hermione en juillet 2012.

L'International Guild of Knot Tyers (Guilde internationale des faiseurs de nœuds, ou Guilde internationale des noueurs), connue sous le sigle IGKT, est une association à but non lucratif créée pour promouvoir la tradition, le savoir-faire, l'étude et l'enseignement de l'art des nœuds.
Toutes les techniques de nouage sont prises en compte (nœuds, tresses, épissures, galons...), quelle que soit leur origine ou utilisation :
- professionnelle (marins, pêcheurs, meuniers, bûcherons, chirurgiens, alpinistes, cordistes...)
- technique (camping, escalade, spéléologie, secourisme, couture, tricot, crochet, macramé, passementerie...)
- décorative (celtiques, chinois, coréens...)
- ludique (magie, casse-têtes, cerfs-volants, jeux...)

Mais également les techniques associées (fourrage, réalisation de cordages, lovage, glènes).
L'IGKT s'intéresse également aux nouvelles techniques et utilisations de nouage résultant des matériaux synthétiques et métalliques récemment développés.

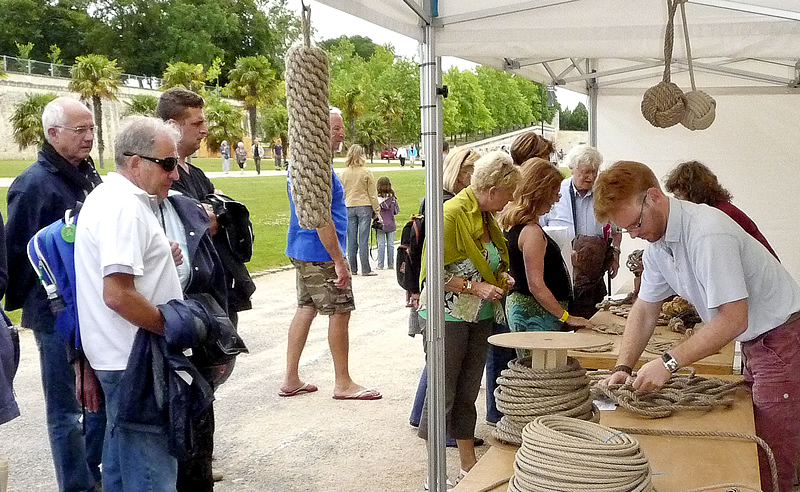
Des mateloteurs passionnés de l'IGKT France.

## Histoire
Créée en avril 1982 par les experts en nœuds Geoffrey Budworth et Des Pawson, mais aussi : Harry Asher, Éric Franklin, Edward Hunter, Desmond Mandeville, Frank Harris, Stuart Grainger, Dennis Murphy, Don Woods, Percy Blandford, Ken Yalden, Brian Field (certains étant même experts judiciaires) à la suite d'un article polémique publié dans le Times en 1978 traitant du nœud de Hunter.
En 1991, l'IGKT a notamment participé à la réédition du ABOK, Le Grand Livre des Nœuds de Ashley.

## Organisation
Son siège est en Angleterre à Umberleigh dans le Devon.
Le président de l'association représente la figure de proue de l'association mais c'est un comité (IGKT Executive Committee) qui est aux manœuvres.
L'IGKT Executive Committee est formé de membres des différentes branches. En 2024, c'est Graham McLachlan qui représente la branche française.
Le président ou la présidente de l'association est élu⋅e par l'assemblée générale annuelle (AGM, Annual General Meeting) pour 3 ans sur recommandation du ou de la titulaire précédent⋅e.
| Identité           | Nationalité | Période | Période | Durée |
| Identité           | Nationalité | Début   | Fin     | Durée |
| ------------------ | ----------- | ------- | ------- | ----- |
| Colin Byfleet (d)  | Britannique | 2011    | 2014    | 3 ans |
| Antoine Leroy (d)  | Français    | 2014    | 2017    | 3 ans |
| Robert Dollar (d)  | Américain   | 2017    | 2020    | 3 ans |
| Colin Grundy (d)   | Britannique | 2020    | 2023    | 3 ans |
| Mikko Snellman (d) | Finlandais  | 2023    |         |       |

### En France

#### L'association

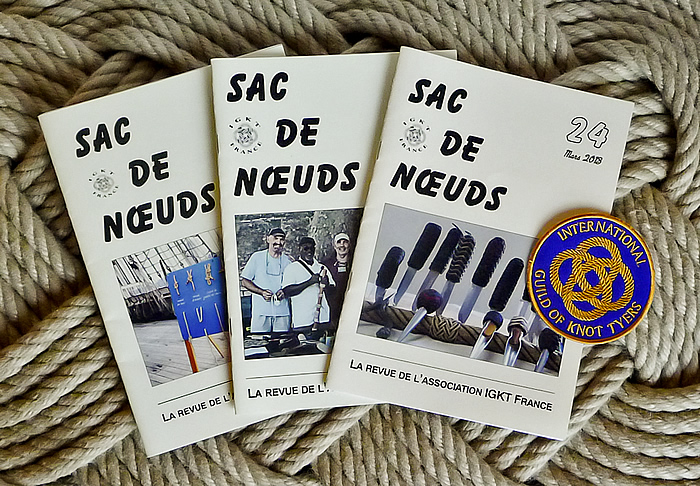
Sac de Nœuds, la revue des membres de L'IGKT France.

L'IGKT France est une association loi de 1901 (dépôt 12 mai 2003), son siège se trouve à la Corderie Royale de Rochefort et sa maxime est "La tête dans les nouages", formule empruntée à l'écrivain Guy Franquet qui avait intitulé ainsi un texte consacré à la Guilde dont il était alors membre.
Ses assemblées générales ont lieu une année sur deux à la Corderie Royale.
L'association regroupe plus de deux cents passionnés de matelotage et nœuds de toutes origines, répartis sur toute la France, pays limitrophes (Royaume-Uni, Italie, Allemagne, Belgique, Pays-Bas…) et quelques pays non européens (Australie, Algérie, États-Unis, Canada).
Ses membres interviennent sur de nombreuses manifestations, telles que :
- mise à l'eau de l'Hermione
- Semaine du Golfe
- Armada de Rouen
- Fêtes maritimes de Brest
- Fêtes maritimes de Douarnenez
- Festival de Loire
- Escale à Sète...

Mais également en milieu scolaire ou lors d'ateliers de nouages.
L'association édite pour ses membres une revue quadrimestrielle : Sac de Nœuds (ISSN 2112-7956).

#### Événements
En 2015, cinq membres de l'IGKT France ont fait partie de l'équipage de l'Hermione lors de l'épopée vers les USA.
En 2018, deux membres de l'IGKT France ont fait partie de l'équipage de l'Hermione pour la campagne Méditerranée. 
En 2019, les journées européennes de l'IGKT ont eu lieu les 30 et 31 mars au Forum des Marais sur les quais de l'avant port de plaisance de Rochefort (Charente-Maritime, France).
Après deux ans d'absence pour cause de pandémie de Covid-19, les journées internationales des noueurs ont eu lieu au Musée des Pêcheries de Fécamp les 29 et 30 octobre 2022. La numérotation des journées conserve sa correspondance avec l'année. Ainsi les éditions 20 et 21 sont considérées par l'association comme annulées.
En 2023, les journées européennes de l'IGKT France se tiennent les 25 et 26 mars à la Corderie Royale de Rochefort (Charente-Maritime, France).
En 2024, les journées européennes de l'association ont pour cadre le Musée de la marine de Loire à Châteauneuf-sur-Loire les 6 et 7 avril.

### Dans le monde
L'IGKT est également présente dans les pays suivants :
Royaume-Uni (plusieurs branches), Allemagne, Belgique, Danemark, Suède, Norvège, Finlande, États-Unis (plusieurs branches), Canada, Australie, Nouvelle-Zélande, Japon, Chine… et bien d’autres encore.